# Tricimba obscura
Tricimba obscura är en tvåvingeart som beskrevs av Ismay 1993. Tricimba obscura ingår i släktet Tricimba och familjen fritflugor. Inga underarter finns listade i Catalogue of Life.